# 힌두트바
힌두트바(힌디어: हिन्दुत्व, 영어: Hindutva)는 힌두교 국민주의의 핵심이 되는 개념이다. 비너야크 더모달 서바르칼이 1923년에 간행한 잡지 「Hindutva: Who Is a Hindu?」에서 밝혔다. 영어로는 'Hinduness(힌두성)'라고도 표현된다.

## 개념
그 개념은 다음과 같다.
- 문화적 내셔널리즘(Cultural nationalism), 인도의 일체성을 강조한다)

- 탈식민지화(Decolonization), 무슬림과 기독교인에 의한 식민지화에 반대한다.

- 힌두교도의 권익옹호(Protection of Hinduinterests, 특히 잠무 카슈미르 주의 힌두교도에 대한 인종청소에 반대함)

힌두트바에서는 인도 계통 종교인 시크교 불교 자이나교 아이야발리(남인도 일신교)는 배제되지 않는다. 또한 힌두트바 모델에 따른 사회 정의(카스트 차별이나 불가촉천민 제도에 반대한다.)를 추구하며 통일민법(Uniform Civil Code) 제정을 옹호하는데 이는 주에 통일 민법을 노력 목표로 삼도록 하고 종교 커뮤니티별 민법전 제정을 용인하는 인도 헌법 제44조의 개정을 요구하는 것으로 무슬림 정당에서는 무슬림 유권자를 텃밭으로 하는 것이 많은 인도 국민회의파, 인도 공산당 마르크스주의파 등에 의해 반대되고 있다. 구체적인 예로는 샤리아의 영향을 받은 무슬림의 이혼에 관한 법률에 반대한다. 또한 인도 내 자유주의자들과 좌파들에게 카스트 차별과 불가촉천민 제도를 적극적으로 해결할 의지가 없다고 비난받기도 한다.
힌두트바를 표방하는 가장 큰 단체는 국민 의용단(RSS)이며 가장 큰 정당은 인도인민당이다.이들 단체들을 삼팔리바르(영어판)(संघपरिवार, 영문 번역은 Family of Associations로 '제 단체의 일가'라는 뜻)라 부른다.또한 시브 세이너는 생파리바의 일원은 아니지만 인도인민당과의 선거 협력을 통해 밀접한 관계를 유지하고 있다.식교 종교 정당인 아카리 달(SAD)과의 관계에도 비슷한 점이 있다.

## 참고 문헌
오가와 다다시 『힌두 내셔널리즘의 대두』(NTT출판, 2000년)
나카지마 다케시 『힌두 내셔널리즘-인파 긴장의 배경』(중공신서 라클레, 2002년)

## 같이 보기
- 인도인민당
- 민족의용단
- 인도의 이슬람교 - 힌두트바주의자들과 종종 마찰을 보인다.